# Olympische Winterspiele 2010/Shorttrack – 500 m (Frauen)
Der Wettkampf über 500 m Shorttrack der Frauen bei den Olympischen Winterspielen 2010 wurde am 13. und 17. Februar 2010 im Pacific Coliseum ausgetragen.
Olympiasiegerin wurde die Chinesin Wang Meng vor der Kanadierin Marianne St-Gelais und Arianna Fontana aus Italien.

## Rekorde

### Bestehende Rekorde
| Weltrekord         | Wang Meng     | 42,609 s | Peking         | 29. November 2008 |
| Olympischer Rekord | Yang Yang (A) | 44,118 s | Salt Lake City | 16. Februar 2002  |

### Neue Rekorde
| Olympischer Rekord | Wang Meng | 43,926 s | Vancouver | 13. Februar 2010 |
| Olympischer Rekord | Wang Meng | 42,985 s | Vancouver | 17. Februar 2010 |

## Ergebnisse
Q – Qualifikation für die nächste Runde
DSQ – Disqualifikation

### Vorläufe
| Rang | Lauf | Athletin                  | Land               | Zeit (s) | Anmerkungen |
| ---- | ---- | ------------------------- | ------------------ | -------- | ----------- |
| 1    | 1    | Katherine Reutter         | Vereinigte Staaten | 44,187   | Q           |
| 2    | 1    | Cho Ha-ri                 | Südkorea           | 44,313   | Q           |
| 3    | 1    | Stéphanie Bouvier         | Frankreich         | 44,376   |             |
| 4    | 1    | Aika Klein                | Deutschland        | 45,186   |             |
| 1    | 2    | Marianne St-Gelais        | Kanada             | 44,708   | Q           |
| 2    | 2    | Sarah Lindsay             | Großbritannien     | 44,716   | Q           |
| 3    | 2    | Tatjana Borodulina        | Australien         | 44,901   |             |
| 4    | 2    | Walerija Potjomkina       | Russland           | 44,952   |             |
| 1    | 3    | Wang Meng                 | China              | 43,926   | Q, OR       |
| 2    | 3    | Kateřina Novotná          | Tschechien         | 44,614   | Q           |
| 3    | 3    | Cecilia Maffei            | Italien            | 44,948   |             |
| 4    | 3    | Patrycja Maliszewska      | Polen              | 58,649   |             |
| 1    | 4    | Lee Eun-byul              | Südkorea           | 44,000   | Q           |
| 2    | 4    | Jessica Gregg             | Kanada             | 44,009   | Q           |
| 3    | 4    | Jorien ter Mors           | Niederlande        | 45,120   |             |
| 4    | 4    | Martina Valcepina         | Italien            | 68,173   |             |
| 1    | 5    | Arianna Fontana           | Italien            | 44,482   | Q           |
| 2    | 5    | Alyson Dudek              | Vereinigte Staaten | 44,560   | Q           |
| 3    | 5    | Annita van Doorn          | Niederlande        | 44,751   |             |
| 4    | 5    | Biba Sakurai              | Japan              | 45,146   |             |
| 1    | 6    | Zhou Yang                 | China              | 44,115   | Q           |
| 2    | 6    | Kalyna Roberge            | Kanada             | 44,254   | Q           |
| 3    | 6    | Yui Sakai                 | Japan              | 44,331   |             |
| 4    | 6    | Liesbeth Mau-Asam         | Niederlande        | 45,135   |             |
| 1    | 7    | Park Seung-hi             | Südkorea           | 44,221   | Q           |
| 2    | 7    | Elise Christie            | Großbritannien     | 44,374   | Q           |
| 3    | 7    | Erika Huszár              | Ungarn             | 44,537   |             |
| 4    | 7    | Marina Georgiewa-Nikolowa | Bulgarien          | —        | DSQ         |
| 1    | 8    | Ewgenija Radanowa         | Bulgarien          | 45,125   | Q           |
| 2    | 8    | Véronique Pierron         | Frankreich         | 45,218   | Q           |
| 3    | 8    | Han Yueshuang             | Hongkong           | 48,625   |             |
| 4    | 8    | Zhao Nannan               | China              | 62,132   |             |

### Viertelfinale
| Rang | Lauf | Athletin           | Land               | Zeit (s) | Anmerkungen |
| ---- | ---- | ------------------ | ------------------ | -------- | ----------- |
| 1    | 1    | Katherine Reutter  | Vereinigte Staaten | 43,834   | Q           |
| 2    | 1    | Kalyna Roberge     | Kanada             | 44,143   | Q           |
| 3    | 1    | Kateřina Novotná   | Tschechien         | 44,438   |             |
| 4    | 1    | Park Seung-hi      | Südkorea           | —        | DSQ         |
| 1    | 2    | Wang Meng          | China              | 43,284   | Q           |
| 2    | 2    | Jessica Gregg      | Kanada             | 43,956   | Q           |
| 3    | 2    | Ewgenija Radanowa  | Bulgarien          | 44,047   |             |
| 4    | 2    | Sarah Lindsay      | Großbritannien     | —        | DSQ         |
| 1    | 3    | Zhou Yang          | China              | 44,106   | Q           |
| 2    | 3    | Arianna Fontana    | Italien            | 44,257   | Q           |
| 3    | 3    | Cho Ha-ri          | Südkorea           | 44,306   |             |
| 4    | 3    | Alyson Dudek       | Vereinigte Staaten | 44,588   |             |
| 1    | 4    | Marianne St-Gelais | Kanada             | 44,316   | Q           |
| 2    | 4    | Lee Eun-byul       | Südkorea           | 44,582   | Q           |
| 3    | 4    | Elise Christie     | Großbritannien     | 44,821   |             |
| 4    | 4    | Véronique Pierron  | Frankreich         | 70,899   |             |

### Halbfinale
QA – Qualifikation für das A-Finale
QB – Qualifikation für das B-Finale
| Rang | Lauf | Athletin           | Land               | Zeit (s) | Anmerkungen |
| ---- | ---- | ------------------ | ------------------ | -------- | ----------- |
| 1    | 1    | Jessica Gregg      | Kanada             | 43,854   | QA          |
| 2    | 1    | Arianna Fontana    | Italien            | 43,991   | QA          |
| 3    | 1    | Zhou Yang          | China              | 43,992   | QB          |
| 4    | 1    | Katherine Reutter  | Vereinigte Staaten | 44,145   | QB          |
| 1    | 2    | Wang Meng          | China              | 42,985   | QA, OR      |
| 2    | 2    | Marianne St-Gelais | Kanada             | 43,241   | QA          |
| 3    | 2    | Kalyna Roberge     | Kanada             | 43,633   | QB          |
| 4    | 2    | Lee Eun-byul       | Südkorea           | 44,899   | QB          |

### B-Finale
| Rang | Athletin          | Land               | Zeit (s) | Anmerkungen |
| ---- | ----------------- | ------------------ | -------- | ----------- |
| 5    | Zhou Yang         | China              | 44,725   |             |
| 6    | Kalyna Roberge    | Kanada             | 44,824   |             |
| 7    | Katherine Reutter | Vereinigte Staaten | 44,846   |             |
| 8    | Lee Eun-byul      | Südkorea           | 44,860   |             |

### A-Finale
| Rang | Athletin           | Land    | Zeit (s) | Anmerkungen |
| ---- | ------------------ | ------- | -------- | ----------- |
| 1    | Wang Meng          | China   | 43,048   |             |
| 2    | Marianne St-Gelais | Kanada  | 43,707   |             |
| 3    | Arianna Fontana    | Italien | 43,804   |             |
| 4    | Jessica Gregg      | Kanada  | 44,204   |             |